# 소가노 키타시히메

소가씨 약식계도

소가노 키타시히메(일본어: 蘇我 堅塩媛 そが の きたしひめ[*], 생몰년 미상)는 아스카 시대의 황비이다. 긴메이 천황의 비이고, 소가노 이나메의 딸이다. 자녀로는 요메이 천황, 스이코 천황 등이 있다. 또, 왜 "카타시오" (片塩 : 야마토타카다시에 있는 안네이 천황의 궁이 있던 옛 지명 또는 굳은 소금)이 아니고 "키타시"라고 읽는지는 알려진 바가 없다.

## 생애
소가노 이나메의 딸로 태어났다. 여동생으로는 마찬가지로 긴메이 천황의 비가 된 소가노 오아네노키미, 요메이 천황의 빈이 된 소가노 이시키나, 남동생으로는 소가노 우마코, 소가노 마리세가 있다.
긴메이 천황의 비가 되어, 요메이 천황과 스이코 천황 등을 낳았다.
사후인 스이코 천황 20년 (612년) 2월, 긴메이 천황의 히노쿠마노사카아이노릉에 합장되어, 가벼운 거리에서 포를 받드는 의식이 성대하게 거행되었다. 키타시히메는 황태부인(皇太夫人)으로 추존되며, 소가노 우마코의 주도 아래, 아베노 토리가 천황의 명을 받들고, 여러 황자가 배회하고, 나카토미노미야도코로노 오마로가 대신사를 배회하고, 사카이베노 마리세가 씨성의 책을 배회하였다. 이는 소가씨의 절대적인 권위를 나타내는 의식이었다.
아들 사쿠라이노미코는 딸 키비히메노오오키미를 얻었다. 키비히메노오오키미는 오시사카노히코히토노오오에노미코의 아들 치누노오오키미의 비가 되어, 고교쿠 천황, 고토쿠 천황을 낳았다. 이후의 천황은 모두 그의 후손이다.

## 계보
- 아버지 : 소가노 이나메
- 어머니 : 미상
  - 남동생 : 소가노 우마코, 사카이베노 마리세
  - 여동생 : 소가노 오아네노키미, 소가노 이시키나
- 남편 : 긴메이 천황
  - 딸 : 이와쿠마노히메미코 (磐隈皇女) - 유메노히메미코 (夢皇女), 이세제궁
  - 딸 : 누카타베노히메미코 (額田部皇女)
  - 딸 : 오오야케노히메미코 (大宅皇女)
  - 딸 : 오오토모노히메미코 (大伴皇女)
  - 딸 : 카타노노히메미코 (肩野皇女) - 마누노미코 (麻奴王)
  - 딸 : 토네리노히메미코 (舎人皇女)
  - 아들 : 오오에노미코 (大兄皇子)
  - 아들 : 아토리노미코 (臘嘴鳥皇子) - 아토리노미코 (足取王)
  - 아들 : 마로코노미코 (椀子皇子) - 마로코노미코 (麻呂古王)
  - 아들 : 이소노카미베노미코 (石上部皇子) - 이미가코노미코 (伊美賀古王)
  - 아들 : 야마시로노미코 (山背皇子) - 야마시로노미코 (山代王)
  - 아들 : 사쿠라이노미코 (桜井皇子) - 사쿠라이노유미하리노미코 (桜井之玄王), 키비히메노오오키미의 아버지
  - 아들 : 타치바나노모토노와카미코 (橘本稚皇子)